# NGC 4596
NGC 4596 is een balkspiraalstelsel in het sterrenbeeld Maagd. Het hemelobject werd op 15 maart 1784 ontdekt door de Duits-Britse astronoom William Herschel.

## Synoniemen
- UGC 7828
- MCG 2-32-170
- ZWG 70.206
- VCC 1813
- PGC 42401